# Чернорубашечники
Доброво́льная мили́ция национа́льной безопа́сности (итал. Milizia Volontaria per la Sicurezza Nazionale, или MVSN), больше известная как черноруба́шечники (итал. Camicie nere) или сквадри́сты (итал. squadristi) — вооружённые отряды Национальной фашистской партии в Италии после Первой мировой войны и до конца Второй мировой войны. Организована Бенито Муссолини. Учредителями этой группы были представители националистической интеллигенции, бывшие армейские офицеры и члены ударных подразделений «Ардити», молодые землевладельцы, промышленники, выступавшие против коммунистически и социалистически настроенных крестьян и чернорабочих. Их методы стали более жёсткими после того, как власть Муссолини возросла. В 1943 году MVSN была переформирована в Чёрные бригады.

## История создания
В 1919 году был создан Итальянский союз борьбы, который состоял из множества недовольных тогдашней политической обстановкой бывших военных. Основной целью Итальянского союза борьбы являлась борьба с коммунистами и забастовками. После марша на Рим, состоявшегося с 27 по 29 октября 1922 года и организованного Бенито Муссолини, разработку проекта и создание специальных военизированных отрядов Национальной фашистской партии Муссолини, пришедший к власти, поручил комиссии, состоящей из Эмилио Де Боно, Чезаре Мария де Векки, Альдо Финци, Итало Бальбо и Аттилио Теруцци.
Комиссией был выработан и реализован проект по формированию военизированной организации по типу ополчения, куда набирались добровольцы в возрасте от 17 до 50 лет. 
После одобрения Советом Министров (28 декабря 1922 года) проект был одобрен постановлением Большого фашистского совета 12 января 1923 года. Проект стал законом согласно королевскому указу № 31 от 14 января 1923 года. Деятельность Добровольной милиции национальной безопасности началась с 1 февраля 1923 года; служба в ней провозглашалась «Вооружённой охраной революции» и «Службой Богу и Родине».
Согласно закону, MVSN должна была поддерживать порядок и защищать национальные интересы Италии. В случае мобилизации, согласно Королевскому указу 31/1923, было предусмотрено слияние милиции с составом Королевской армии и ВМС. Для финансирования пенсионного фонда милиции 23 октября 1923 года был издан специальный ряд марок с доплатой.
4 августа 1924 года был выпущен «Королевский указ № 1292», согласно которому «MVSN является частью Вооружённых Сил государства и его члены принимают присягу на верность королю и подлежат тем же дисциплинарным и уголовным законам, что и военнослужащие Королевской армии».
В колониях и на оккупированных территориях создавались собственные подразделения фашистской милиции. Например, в Албании Албанская фашистская милиция, в колониях Ливии, Эфиопии, Эритрее колониальная фашистская милиция. При этом, в колониальную милицию из-за нехватки собственных итальянских кадров, набирались кадры из числа местных жителей (туземцев).
У чернорубашечников имелись вспомогательные вооружённые формирования контролировавшие наиболее важные стратегические объекты страны:
- Milizia ferroviaria — охрана железной дороги
- Milizia forestale — охрана лесов
- Milizia marittima di artiglieria (MILMART) — береговая артиллерия
- Milizia portuaria — охрана портов
- Milizia postelegrafonica — охрана объектов связи: почта, телефон, телеграф, радио
- Milizia coloniale — охрана в колониях
- Milizia della strada — охрана автодорог
- Milizia confinaria — охрана государственных границ
- Milizia per la difesa antiaerea territoriale (DICAT) — милиция территориальной ПВО
- Milizia fascista albanese — фашистская милиция Албании
- Corpo medico della MVSN — медицинский корпус
- Milizia universitaria — университетская милиция
- Moschittiere del Duce — личная охрана Дуче

## Дивизии MVSN
- 1ª Divisione CC.NN. «Dio lo Vuole» — 1-я дивизия чернорубашечников «Божья воля»
- 2ª Divisione CC.NN. «Fiamme Nere» — 2-я дивизия чернорубашечников «Чёрные огни»
- 3ª Divisione CC.NN. «Penne Nere» — 3-я дивизия чернорубашечников «Чёрные перья»
- 1ª Divisione CC.NN. «23 marzo» — 1-я дивизия чернорубашечников «23 марта»
- 2ª Divisione CC.NN. «28 ottobre» — 2-я дивизия чернорубашечников «28 октября»
- 3ª Divisione CC.NN. «21 aprile» — 3-я дивизия чернорубашечников «21 апреля»
- 4ª Divisione CC.NN. «3 gennaio» — 4-я дивизия чернорубашечников «3 января»
- 5ª Divisione CC.NN. «1 febbraio» — 5-я дивизия чернорубашечников «1 февраля»
- 6ª Divisione CC.NN. «Tevere» — 6-я дивизия чернорубашечников «Тибр»
- 7ª Divisione CC.NN. «Cirene» — 7-я дивизия чернорубашечников «Кирена»
- 1ª Divisione corazzata «M» — 1-я бронетанковая дивизия «М»

## Применение насилия к политическим противникам
Поскольку чернорубашечники создавались как боевые отряды Национальной фашистской партии, они сразу же начали проводить акты устрашения и насилия над своими политическими противниками — анархистами, коммунистами, социалистами, социал-демократами, либералами, активистами левых профсоюзов, а также национальными меньшинствами Италии, отказывающимися принимать итализацию. Так, в совсем недавно присоединённой к Италии области Больцано (бывший Южный Тироль), населённой преимущественно австрийцами, которые не желали признавать итальянское управление областью, 24 апреля 1921 года во время костюмированного парада туда прибыли около 400 чернорубашечников и устроили нападение на представителей Южнотирольской Конфедерации Профсоюзов. Был убит 1 человек, 45 ранено. В 1922 году сквадристы ворвались в офис социалистической газеты «Аванти», разгромили и сожгли его. Чернорубашечники всегда старались воспрепятствовать собраниям и митингам, забастовкам и стачкам социалистов, разгоняли их, громили штаб-квартиры, избивали участников и организаторов.
Также чернорубашечниками часто применялось так называемое «поение касторкой». Наиболее активных противников вылавливали и, удерживая за руки, заливали в горло большое количество касторки. Касторка является быстрым и очень сильным слабительным. Вроде бы простое унижение, однако из-за сильнейшего и долгого расстройства кишечника быстро обезвоживался организм и иногда могла наступить даже смерть. В 1919 году поэт и политический деятель фашистских взглядов Габриеле д’Аннуцио с отрядом чернорубашечников захватил город Фиуме, ранее принадлежавший Австро-Венгрии, статус которого был ещё не определён, и провозгласил Республику Фиуме, которая оставалась непризнанной и промышляла пиратством в Адриатическом море.
Фактически с 1919 по 1922 годы действия сквадристов можно было сравнить с действиями отрядов фрайкора в Германии этого же периода, с той лишь разницей, что лидеры чернорубашечников пришли к власти в Италии, а фрайкоровцы самораспустились в начале 20-х, хотя многие из них позже перешли на службу к нацистам. С приходом к власти фашистов в 1922 году число актов насилия постепенно начало сокращаться, поскольку противники фашистов перешли в глубокое подполье и их активность стала угасать. Силы же самих чернорубашечников стали направляться больше на внешнеполитическую экспансию Италии.

## Участие чернорубашечников в войнах

#### Ливия, 1923
Самое первое применение чёрных рубашек в военном конфликте произошло в Ливии, в сентябре 1923 года при подавлении ливийского национально-освободительного движения Мухтара Омара. Сражались три легиона. Чернорубашечники очень хорошо зарекомендовали себя в бою, поэтому правительство решило создать два постоянных легиона так называемой четвёртой стороны, один в Триполи, другой в Бенгази.

#### Вторая итало-эфиопская война
В этой войне силы чернорубашечников состояли из двух групп по семь подразделений, а также из нескольких небольших отрядов. Мобилизация сил фашистской милиции во время операции в районе Африканского Рога началась 3 октября 1935 года, в ней приняли участие около 5611 офицеров и 162 390 солдат (другие источники говорят о 3751 офицере и 112 тысячах солдат). Кампания завершилась по прошествии семи месяцев после вступления в Аддис-Абебу итальянских войск. Чернорубашечники потеряли около 1290 человек, зарекомендовав себя с положительной стороны

#### Гражданская война в Испании
В 1936 с началом гражданской войны в Испании, для поддержки силам генерала Франко был отправлен Корпус добровольцев (Corpo Truppe Volontarie), в том числе около 20 000 чернорубашечников. После ряда поражений большая часть войск была отозвана. На испанской территории остались лишь небольшие подразделения чернорубашечников, героически проявивших себя в боях за Малагу, Бильбао, Эбро и Сантандер, Гвадалахару, Тортос и Левант. Вместе с националистами Франко штурмовали Мадрид. Общие потери чернорубашечников составили примерно 3290 человек.

#### Вторжениеиоккупация Албании
В апреле 1939 года во вторжении и оккупации Албанского Королевства принимало участие до шести батальонов чернорубашечников. В том же году была образована местная албанская фашистская милиция, состоявшая как из итальянцев, так и албанцев. Албания стала плацдармом для дальнейшего вторжения в Грецию и Югославию, в котором участвовала и фашистская милиция, в том числе и албанская.

#### Вторая мировая война
Со вступлением Италии в войну 10 июня 1940 году военные подразделения чернорубашечников в количестве 340 000 человек приняли активное участие в боевых действиях. При этом они были практически на всех фронтах. В 1941 году были созданы специальные ударные батальоны «М», состоявшие только из чернорубашечников. В Восточной Африке после поражения итальянских войск в 1941 году значительная часть военнослужащих, в том числе и чернорубашечников, не желая сдаваться британцам развернула партизанскую войну, продолжавшуюся два года.

## Ликвидация
Положение Италии во Второй мировой войне с каждым годом ухудшалось. Поражение следовало за поражением. Большой вклад в антивоенные и антифашистские настроения населения принесло тяжёлое поражение войск под Сталинградом, где десятки тысяч итальянских военных погибли, попали в плен и остались инвалидами из-за обморожения конечностей. После потери Северной Африки в мае 1943 года, через два месяца 10 июля англо-американские войска высадились уже на Сицилии, то есть в самой Италии. Большая часть военных и политических деятелей страны при одобрении короля приняла решение сместить лидера фашистов Муссолини с занимаемых им должностей и начать тайные переговоры с антигитлеровской коалицией по выводу страны из войны. 25 июля 1943 года Муссолини был арестован. Несмотря на арест своего лидера, чернорубашечники не оказали активного сопротивления и не рвались освобождать своего бывшего лидера. Новое правительство маршала Бадольо начало постепенную нейтрализацию чернорубашечников. Со своей должности был снят командир чернорубашечников генерал Галбиати, а вместо него назначен преданный королю генерал Контичелли. По распоряжению Бадольо с петлиц униформы чернорубашечников были убраны фасции (фашистская символика) и заменены армейскими звёздами. Сами чернорубашечники объявлялись «легионерами», а затем начался их постепенный перевод в обычные армейские структуры.
Одним из условий мира между союзниками и итальянцами была полная ликвидация всех фашистских институтов в Италии, в том числе и чернорубашечников, что и было фактически сделано к декабрю 1943 года. В образованной в конце сентября марионеточной прогерманской Итальянской Социальной Республике чернорубашечники были воссозданы под новым названием «Чёрные бригады».

## Униформа, особенности и знаки отличия
Официальным цветом организации был чёрный, перешедший в наследство от элитных штурмовых войск Ардити. Отсюда же и особая униформа — рубашки чёрного цвета, а также кинжал как непременный атрибут и своего рода символ. Чёрные рубашки являлись отсылом к красным рубашкам войск Джузеппе Гарибальди, который объединил раздробленные итальянские государства в единое под управлением династии Савойского дома. Однако фашисты не могли использовать красный цвет, поскольку он являлся символом их врагов — коммунистов и социалистов, поэтому использовался чёрный цвет «Ардити», как цвет смерти, готовности пожертвовать собой. Также из отличительных особенностей униформы чернорубашечников был особый головной убор — феска или феска-колпак (см. фото рядом). Он также достался им как элемент униформы «ардити». Воинские звания у чернорубашечников были свои собственные, причём некоторые назывались по образцу легионерских Древнего Рима. Ещё одним отличительным знаком мундира чернорубашечника были чёрные петлицы в форме пламени.
В отличие от нацистского СС, члены которого в большинстве своём относились негативно к христианству, а их вожди исповедовали оккультизм, чернорубашечники, как многие другие итальянцы, были в основном набожными католиками. Если кандидату на вступление в ряды гитлеровского СС в соответствии с расовой политикой требовалось иметь определённый рост, цвет глаз и волос, правильную форму черепа и тела, а также суметь документально доказать своё чистокровное арийское происхождение вплоть до пятого колена (середина XVIII века), то в чернорубашечники до 1938 года набирались все желающие члены фашистской партии в возрасте от 17 до 50 лет без особых претензий к национальности. В колониях Италии на службу в фашистской милиции могли поступать выходцы из местных народов Ливии, Эфиопии, Сомали. В годы Второй Мировой войны в дивизию «Giovani Fascisti» («Молодые фашисты») принимались молодые люди возрастом 17—21 год, состоявшие в молодёжных фашистских движениях.
Кроме известного приветствия в виде римского салюта, чернорубашечники на собраниях, митингах и прочих своих общественных мероприятиях использовали жест в виде поднятой вверх или вытянутой под углом правой руки держащей вынутый из ножны кинжал. Кинжал являлся непременным атрибутом чернорубашечника и также был заимствован у солдат Ардити.
С 1923 по 1940 годы фашистская милиция имела специальное подразделение «Мушкетёры Дуче» (Moschettieri del Duce), своего рода личную гвардию Муссолини. Их униформа была чёрного цвета, а также имелся особый знак — череп со скрещёнными костями на фоне двух скрещённых шпаг.

### Офицерские звания
| Звание на итальянском                        | Знак различия | Звание на русском                 | Армейский эквивалент |
| -------------------------------------------- | ------------- | --------------------------------- | -------------------- |
| Primo Caporale d’Onore                       |               | Первый почётный капрал            | Маршал Италии        |
| Caporale d’Onore                             |               | Почётный капрал                   | Маршал Италии        |
| Comandante Generale                          |               | Генерал-командующий               | Генерал армии        |
| Luogotenente Generale Capo di Stato Maggiore |               | Генерал-лейтенант начальник штаба | Корпусной генерал    |
| Luogotenente Generale                        |               | Генерал-лейтенант                 | Дивизионный генерал  |
| Console Generale                             |               | Генеральный консул                | Бригадный генерал    |
| Console                                      |               | Консул                            | Полковник            |
| Primo Seniore                                |               | Первый старшина                   | Подполковник         |
| Seniore                                      |               | Старшина                          | Майор                |
| Centurione                                   |               | Центурион                         | Капитан              |
| Capo Manipolo                                |               | Шеф манипулы                      | Лейтенант            |
| Sotto Capo Manipolo                          |               | Младший шеф манипулы              | Младший лейтенант    |

## Вооружение
Вооружались военные формирования чернорубашечников хуже, чем Королевская армия. Сказывалась нехватка вооружений в самой Италии, даже самых простых, стрелковых. Особенно это стало заметно в годы Второй мировой войны из-за высоких потерь, поскольку все современное вооружение отправлялось в действующие войска, которые терпели поражения, отступали и часто бросали оружие и где военнослужащих фашистской милиции всегда было меньшинство.
Поэтому часто их снабжали и вооружали по остаточному принципу, особенно охранные подразделения и подразделения «второй линии». В их частях нередко можно было встретить раритетное стрелковое вооружение чуть ли не конца XIX — начала XX веков: американские пулемёты Кольт-Браунинг M1895, французские «Гочкиссы» и «Шоша», поставлявшиеся ещё в годы Первой мировой войны, трофейное вооружение австро-венгерской армии: пулемёты «Шварцлозе», винтовки «Манлихер», самозарядные пистолеты «Штайр» и «Рот-Штайр» того же периода, а также трофейные образцы британского, французского и американского оружия. Вместе с ними использовалось и более современное, а также тяжёлое вооружение — артиллерия, бронетехника, а в самой Италии, вдоль берега Лигурийского и Адриатического морей, бронепоезда, в том числе с тяжёлой артиллерией береговой обороны, созданные ещё в Первую мировую войну.
В авиации чернорубашечники были представлены 15-й бомбардировочной эскадрильей «La Disperata». В частности, во время Второй итало-эфиопской войны в ней лётчиком бомбардировщиков Caproni Ca.101 служил граф Галеаццо Чиано, зять Муссолини и будущий министр иностранных дел.

## Командиры чернорубашечников
- Эмилио Де Боно (1923—1924)
- Аскепио Гандольфо (1924—1925)
- Анатоли Трофиметти (1925)
- Маурицио Ферранте Гонцага (1925—1926)
- Бенито Муссолини (1926 — 25 июля 1943)
- Куирино Армеллини (26 июля 1943 — 8 сентября 1943)
- Ренато Рикки (20 сентября 1943 — 8 декабря 1943)

## Аналоги в других движениях
Подобная униформа была скопирована другими, кто разделял идеи Муссолини, в том числе Адольфом Гитлером в нацистской Германии, который создал коричневые рубашки (Sturmabteilung) и чёрную униформу (Schutzstaffel), Освальдом Мосли в Соединённом Королевстве (чей Британский союз фашистов также был известен как «Чернорубашечники»), Всероссийской фашистской партией в Харбине К. В. Родзаевского и Всероссийской фашистской организацией в Соединённых Штатах Америки А. А. Вонсяцкого, Уильямом Дадли Пэлли в Соединённых Штатах Америки («Серебряный легион Америки», или «Серебряные рубашки»), Камисас Дорадас в Мексике («Золотые рубашки»), Плиниу Салгаду в Бразилии (чьи последователи были одеты в зелёные рубашки), и Оуэном О’Даффи в Ирландском Свободном Государстве (армии товарищеской ассоциации или «Синие рубашки»), Общество голубых рубашек под руководством Чан Кайши во время Гражданской войны в Китае. Термин «Синие рубашки» может также относиться к канадским фашистам, принадлежащим к канадской Национальной Социалистической единой партии.